# Таёжный (станция)
Таёжный — железнодорожная станция ведомственной Монзенской железной дороги. Открыта в 1971 году.

## История
Происхождение названия этой станции необычно. Освоение пространства лесопунктов началось ещё в 1930-х годах, однако посёлок (ныне находящийся в черте Вохтоги) сформировался намного позднее. Поэтому станцию начали строить и в 14 апреля 1971 года станция была открыта.
В 2004 году станция официально объединена со станцией Вохтога-2, но функционирует как самостоятельная.

## Описание станции
Станция состоит из 4 путей, из которых 3 используются для отстоя грузовых составов, а четвёртый для прохода транзитных грузовых и пассажирского поездов и дрезин. Особенностью станции является расположение служебных зданий: здание ДС (вокзала) расположено в северной горловине, а посадочная платформа, сложенная из старых шпал — в южной. В северной горловине (в сторону станции Монза) находится вытяжной тупик для отстоя списанной техники. В южной горловине начинается подъездной путь к Монзенскому ДОКу.

## Деятельность

### Грузовые перевозки
Основными операциями станции по грузовым перевозкам являются приём и отправка составов с грузами, выходящими с Монзенского ДОКа, а также транзитный проезд грузовых поездов, идущих из отдалённых точек Монзенской железной дороги.

### Расписание
| № поезда | Маршрут               | Периодичность курсирования     | Время |
| -------- | --------------------- | ------------------------------ | ----- |
| 101/103  | Вохтога — Ида/Каменка | Среда, пятница, выходные       | 7:09  |
| 102/104  | Ида/Каменка — Вохтога | Понедельник, четверг, выходные | 19:51 |